# یواس‌اس فرنکس (دی‌دی-۵۵۴)
یواس‌اس فرنکس (دی‌دی-۵۵۴) (به انگلیسی: USS Franks (DD-554)) یک کشتی بود که طول آن ۱۱۴٫۷ متر (۳۷۶ فوت) بود. این کشتی در سال ۱۹۴۲ ساخته شد.